# Casino municipal de Nice
Le casino municipal de Nice était un célèbre complexe de divertissements avec cercle et salles de jeux, glacier, restaurant, grand hall et salles de spectacle qui se trouvait à Nice, place Masséna. Construit entre 1882 et 1884 sur le fleuve le Paillon, il fut transformé entre 1939 et 1940 puis démoli en 1979.

## L'édification

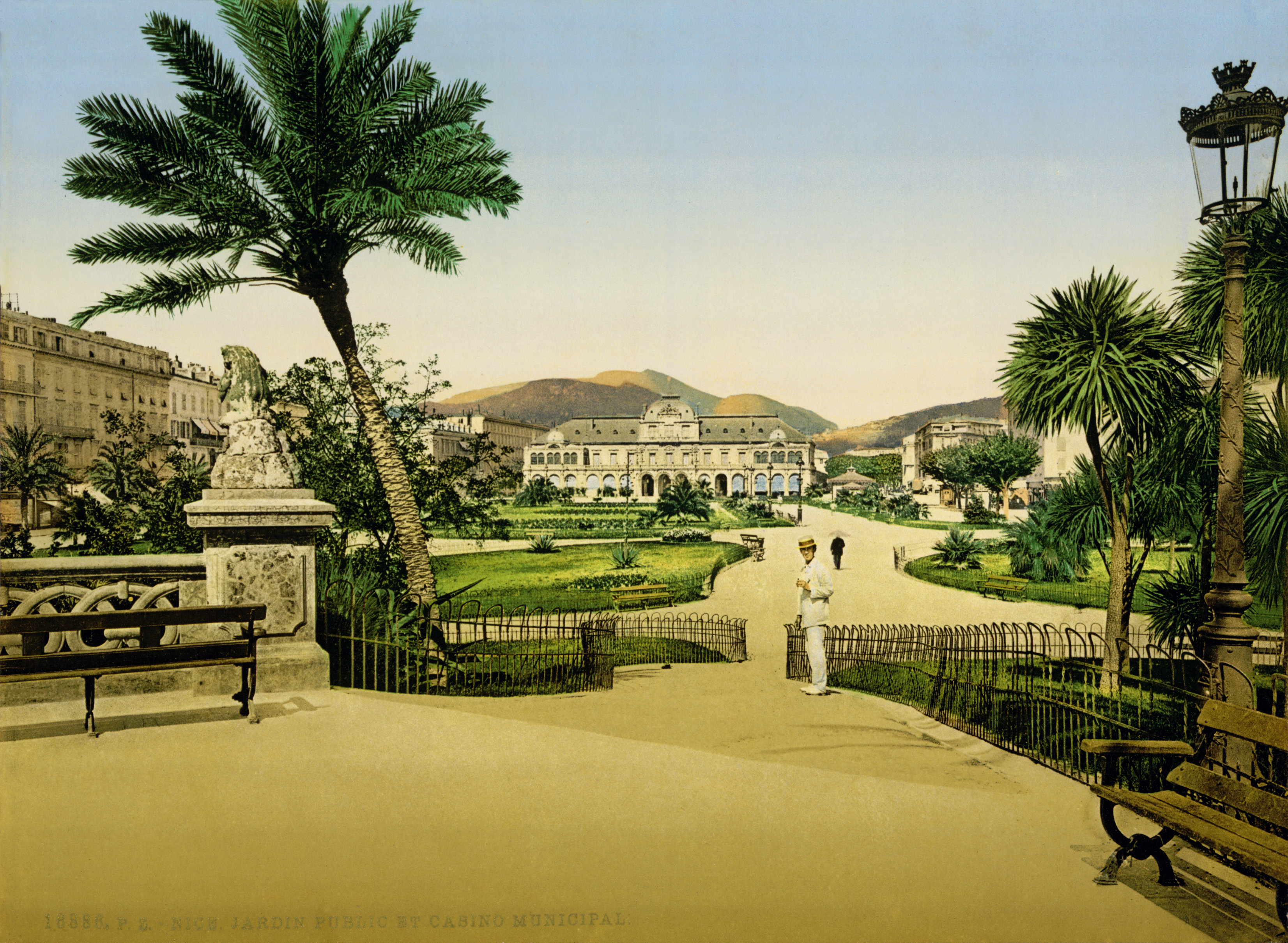
Le casino entre 1890 et 1900 vue de la façade arrière depuis le jardin public.

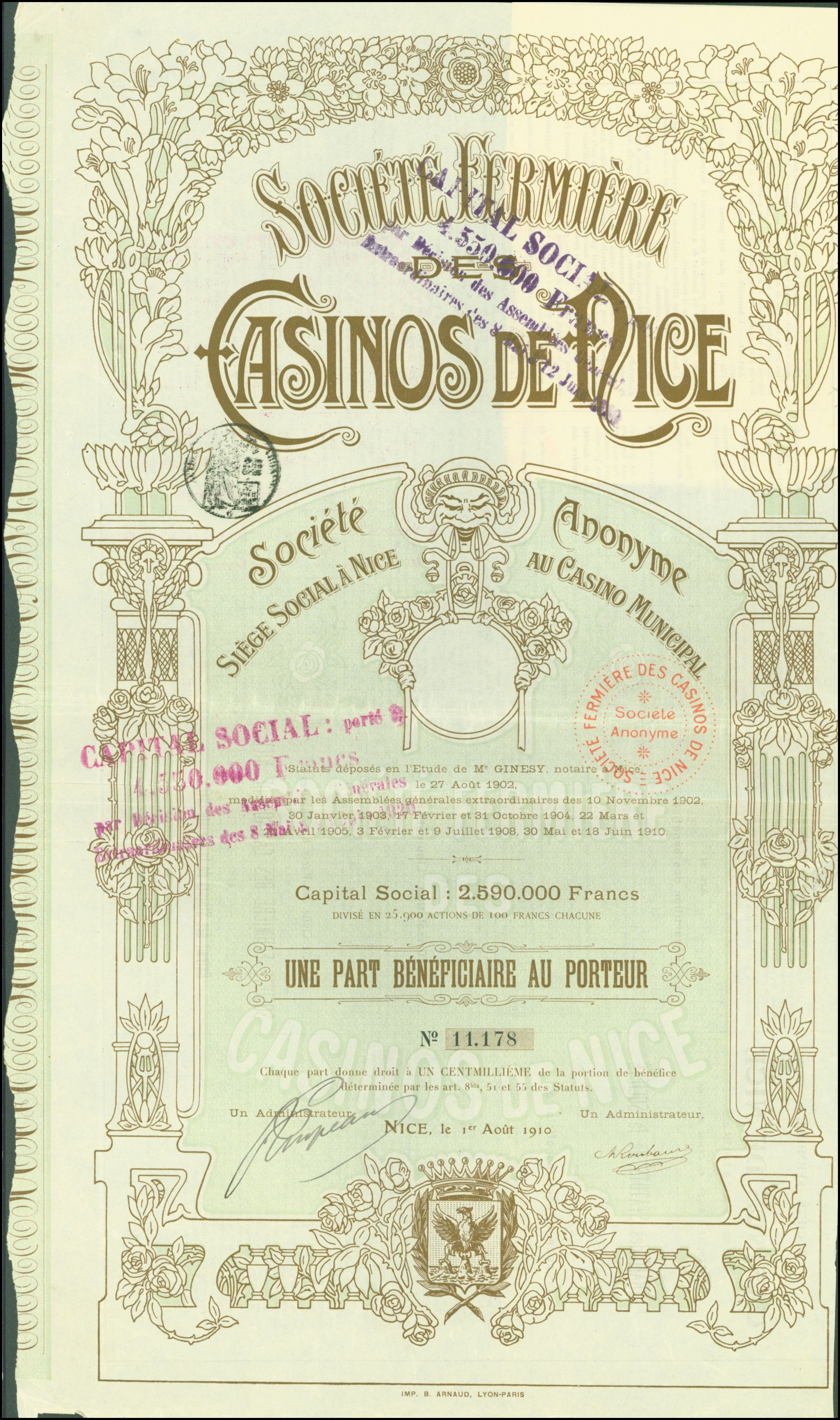
Part bénéficiaire de la Société fermière des casinos de Nice en date du 1er août 1910.

Le bâtiment fut réalisé à l'initiative du promoteur Omer Lazard. Celui-ci se proposait de réaliser à ses frais, un projet auquel tenait beaucoup la municipalité : couvrir le Paillon avec une dalle épaisse, fleuve côtier venant de la montagne qui traverse Nice, de la place Masséna à son débouché à la mer. En contrepartie de cet énorme investissement financier, Lazard demandait à pouvoir édifier sur la dalle de couverture ainsi réalisée, un complexe de divertissements avec un casino. Selon le traité de 1879, la municipalité l'autorisa à réaliser ce projet, implanté sur le domaine public. Elle lui accorda, en contrepartie de son investissement, un droit d'exploitation pour une durée de 80 ans en s'interdisant de conférer une concession similaire. Les travaux de couverture du Paillon s'accomplirent entre 1879 et 1882. La construction du bâtiment fut achevée début 1884. Cet édifice donnait directement sur la place Masséna. Il était prolongé à l'arrière par une immense verrière ou hall contenant un jardin d'hiver. Il comportait sur l'extérieur, des arcades côté place Masséna, et une allée de portiques côté avenue Félix-Faure. L'inauguration eut lieu le 6 février 1884. Le théâtre du casino fut construit par Édouard-Jean Niermans et décoré par Paul Gervais et Vincent Lorant-Heilbronn. On doit à l'architecte Henri Labrouste la décoration de la salle de baccara et à Niermans celle des nouveaux salons du Grand Cercle. Le hall fut l'œuvre du cabinet d'architectes niçois A. et G. Messiah.

## Les jeux
On jouait au casino municipal à la boule, au baccara, au trente et quarante et à la roulette. À l'origine, les jeux se déroulaient à l'étage, dans les salons du Grand Cercle, accessibles uniquement sur présentation d'une carte d'abonnement. Avec la loi de 1907 autorisant les jeux à tout venant, les jeux se développèrent. On installa des salles de boule au rez-de-chaussée. L'autorisation de pratiquer les jeux était accordée annuellement par le ministère de l'Intérieur après enquête publique et avis de la municipalité.

## Les spectacles
On donna de mémorables fêtes et banquets au casino en l'honneur de plusieurs présidents de la République française dont Armand Fallières et Émile Loubet. Le casino organisait de très nombreux spectacles : théâtre, récitals, concerts (création de La Vida breve de Manuel de Falla en avril 1913), music-hall, cinéma. Les plus grands artistes s'y produisirent. Parfois, quatre scènes étaient ouvertes en même temps. L'établissement disposait d'un orchestre permanent. Après guerre, il connut les débuts du festival du jazz en 1948 avec Louis Armstrong et Django Reinhardt. Il est à signaler que l'autorisation des jeux était conditionnée par l'effort artistique de l'établissement. À plusieurs reprises, la direction du casino se plaignit auprès de la municipalité  de Nice, de l'insuffisance de spectacles proposés par les autres établissements de jeux niçois en suggérant d'émettre un avis défavorable au renouvellement de leur agrément.

## Les concurrents
Les principaux concurrents du casino furent le palais de la Jetée-Promenade et son casino et, à partir de 1929, le Palais de la Méditerranée. L'ouverture de cet établissement coïncida avec une importante baisse de recettes du Casino municipal.

## Les dirigeants
L'établissement fut exploité par la « Société fermière des casinos de Nice ». Durant plusieurs décennies, elle fut dirigée par Pierre Ducis. Après la Seconde Guerre mondiale, ce fut son fils, Pierre-Jean Ducis, qui reprit la direction de l'établissement.

## La transformation du casino
En 1906, les salons et la salle de théâtre furent redécorés par l'architecte Édouard-Jean Niermans.
Un orgue y fut installé par la maison Mutin-Cavaillé-Coll. Démonté en 1947, il se trouve actuellement dans la chapelle du collège Saint-Joseph de Rodez.
L'aspect extérieur du bâtiment d'origine fut profondément modifié en 1939-1940. On transforma l'édifice avec l'intention de mieux l'insérer architecturalement avec ses bâtiments voisins, dans son environnement de style turinois. On le dépouilla de sa toiture grise et on l'affubla de balustres avec d'une façade peinte en rose, pour le mettre en harmonie avec les bâtiments plus anciens composant la place Masséna, réalisés à l'initiative du Consiglio d'Ornato et de l'architecte Joseph Vernier.

## Le casino municipal pendant la guerre
Le bâtiment servit de garde-meubles des évacués durant la Seconde Guerre mondiale. En novembre 1942, les premiers soldats italiens, prenant le bâtiment du casino pour la mairie, capturèrent le portier en uniforme galonné, exigeant de voir Monsieur le maire. Le malentendu burlesque fit la joie des Niçois. Après la libération de Nice, c'est du balcon du Grand Cercle du casino que le général de Gaulle s'adressa en 1945 à la population niçoise.

## La fin du Casino
La concession de 80 années accordée à l'exploitant vint à expiration en 1964. La société gérante remit à la disposition de la municipalité l'exploitation du hall et du théâtre. Les jeux cessèrent en octobre 1969. Le bâtiment fut démoli en juin 1979 sous le mandat du maire Jacques Médecin qui envisageait de faire réaliser à la place un palais des congrès, finalement construit plus tard au-delà du pont Barla sous le nom d'Acropolis. L'assiette occupée par l'ancien casino municipal, fut transformée en jardins et jets d'eau, porte aujourd'hui le nom de « Forum Jacques Médecin ».

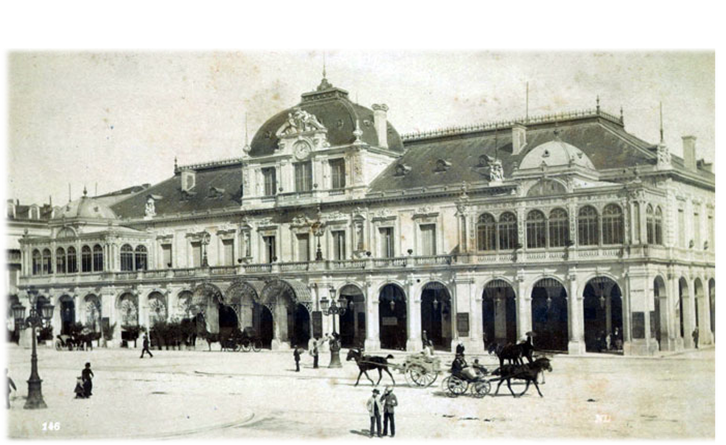
Le casino en 1905 vu depuis la place Masséna.
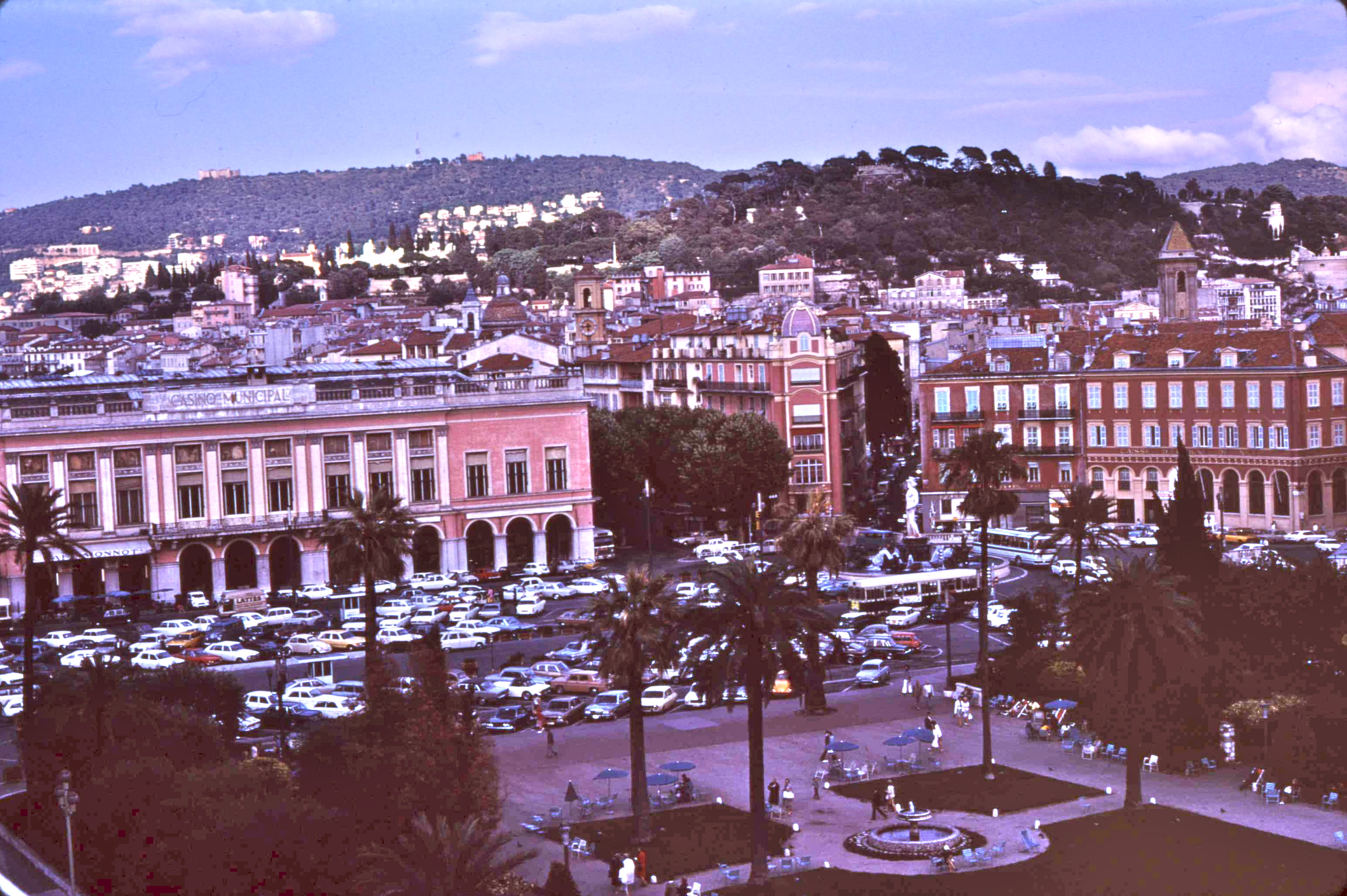
Le casino en 1973. Les arcades ont été préservées.